# Planet of the Apes (2001)
Planet of the Apes is een Amerikaanse sciencefictionfilm uit 2001, geregisseerd door Tim Burton. De productie is een nieuwe versie van de gelijknamige film uit 1968 en gaat over aan astronaut die op een planeet belandt waar apen boven mensen staan. De hoofdrollen worden vertolkt door Mark Wahlberg, Tim Roth en Helena Bonham Carter. Charlton Heston en Linda Harrison, die beiden een belangrijke rol in het origineel hadden, hebben ditmaal een cameo.
Het verhaal is gebaseerd op het boek De Apenplaneet van Pierre Boulle en gedeeltelijk op de oorspronkelijke film uit 1968. Deze twee verhalen zijn in de nieuwe versie bij elkaar gevoegd en wat veranderd. De film was een matig succes en werd met gemengde reacties ontvangen.

## Verhaal
Het is het jaar 2029. Het ruimteschip Oberon, waar astronaut Leo Davidson in werkt, komt een magnetische storm tegen. Aan boord van het schip zitten levende apen die getraind zijn om op onderzoek uit te gaan. Leo's favoriete aap Pericles gaat uitzoeken wat er is gebeurd. Hij verliest echter het contact met de Oberon. Leo gaat vervolgens ook op onderzoek uit maar belandt in een wormgat, waarna hij terechtkomt op een vreemde onbekende planeet, waar men leeft in het jaar 5021. Zijn cruiser, de machine waarmee hij op de planeet neerstortte, is onherstelbaar beschadigd. Het vreemde is dat op de planeet niet mensen de baas zijn, maar apen. De apen nemen alle mensen op die planeet gevangen, en beschouwen ze als beesten. Een aantal mensen, onder wie Leo, wordt gevangengenomen door de apen en achter de tralies gezet in het apenhandelscentrum van Limbo. De bedoeling is dat zij worden gekocht door directeuren van bedrijven die slaven nodig hebben.
De opgepakte mensen komen Ari tegen, een activiste die strijdt voor de rechten van de mens. Ari koopt Leo. Leo weet echter te ontsnappen en hij gaat naar het gebouw van Limbo waar alle andere mensen gevangenzitten. Hij laat hen ontsnappen en ze gaan ervandoor. Ari ziet hen echter. Leo zegt tegen Ari dat zij met hen mee moet ontsnappen, zodat hij haar wat kan laten zien. Met z'n allen proberen ze te ontsnappen. Enkele andere apen die ze tegenkomen nemen ze ook mee.
Ondertussen denkt de vader van Ari, een zeer machtige aap, dat zij ontvoerd is door de mensen. Hij schakelt Thades gigantische apenleger in om Leo en zijn groep tegen te houden.
Leo en de anderen gaan naar de tempel van Semos, een heilige plaats voor de apen. Op deze plaats zou de eerste aap ter wereld zijn gekomen. Leo komt erachter dat de tempel eigenlijk de Oberon is, zijn ruimteschip. Dit ruimteschip moest al duizenden jaren op de apenplaneet liggen. Blijkbaar heeft het wormgat Leo vooruit in de tijd gestuurd, maar de Oberon die hem achterna kwam niet, waardoor de Oberon veel eerder dan Leo op deze planeet is beland. In de Oberon vindt Leo een videologboek. Hierop is te zien wat er gebeurde op het schip; tijdens de reddingsmissie om hem te vinden, hebben de apen onder leiding van Semos het ruimteschip overgenomen. Toen het neerstortte op deze planeet, hebben zowel de overlevende apen en mensen er voor nakomelingen gezorgd; de huidige bewoners van de apenplaneet.
De legers van Thade zijn ondertussen aangekomen bij de tempel om Leo en de anderen te verslaan, en Ari weer mee terug naar de stad te nemen. Leo heeft een plan bedacht om een gedeelte van het leger uit te schakelen. Omdat een gedeelte van de brandstof van de Oberon nog beschikbaar is, laat hij die ontvlammen. Een gedeelte van het leger wordt uitgeschakeld. Alle andere mensen van de planeet zijn ook aangekomen bij de Oberon en vechten mee om de apen te verslaan.
Tijdens de gevechten komt Pericles, de lievelingsaap van Leo, met zijn cruiser aan op de planeet. Hij is ook in de tijd gereisd, net als Leo. De apen denken dat hij Semos is, de allereerste aap. Ze beschouwen hem als een god. Omdat Leo en Pericles goede vrienden blijken te zijn, stoppen de apen met vechten. De apen en de mensen beschouwen elkaar voortaan als gelijken. Alleen Thade gaat door met vechten maar hij wordt uitgeschakeld door Leo door hem op te sluiten in een kleine kamer van de Oberon.
Leo besluit, hoewel hij een soort van vriendschap heeft opgebouwd met Ari en de andere mensen, terug naar de Aarde te gaan. Met de onbeschadigde cruiser van Pericles reist hij terug door het wormgat en gaat hij naar de Aarde. Hij maakt een ruwe landing op de Aarde, en ziet dat hij is geland bij het Lincoln-monument. Dan ziet hij dat het nu een monument is ter nagedachtenis aan Generaal Thade. Verschrikt rent hij naar buiten, waar een groep aapagenten hem opwacht en met verbazing naar hem kijkt.

## Rolverdeling
| Acteur                | Personage                      |
| --------------------- | ------------------------------ |
| Mark Wahlberg         | Kapitein Leo Davidson          |
| Tim Roth              | Generaal Thade                 |
| Helena Bonham Carter  | Ari                            |
| Michael Clarke Duncan | Kolonel Attar                  |
| Paul Giamatti         | Limbo                          |
| Estella Warren        | Daena                          |
| Cary-Hiroyuki Tagawa  | Krull                          |
| Kris Kristofferson    | Karubi                         |
| David Warner          | Senator Sandar                 |
| Lisa Marie            | Nova                           |
| Erick Avari           | Tival                          |
| Luke Eberl            | Birn                           |
| Evan Parke            | Gunnar                         |
| Glenn Shadix          | Senator Nado                   |
| Freda Foh Shen        | Bon                            |
| Chris Ellis           | Luitenant-generaal Karl Vasich |
| Charlton Heston       | Vader van Thade                |

## Achtergrond

### Ontwikkeling
De plannen voor een nieuwe Planet of the Apes -film ontstond reeds in 1988. Toen Craig Baumgarten, president van 20th Century Fox, Adam Rifkins versie van Never on Tuesday zag, nodigde hij hem uit om nieuwe filmideeën te bespreken. Rifkin was groot fan van de film uit 1968 en stelde daarom een nieuwe Planet of the Apes-film voor. Fox wilde echter geen vervolg op Battle for the Planet of the Apes, maar een nieuwe reeks starten. Rifkin liet zich onder andere inspireren door Spartacus.
De werktitel van de film was Return to the Planet of the Apes. De film stond op het punt in voorproductie te gaan met onder andere Danny Elfman als componist, toen Rifkin echter onenigheid kreeg met de nieuwe directeuren van Fox. Het project werd daarom stopgezet.
In de jaren erna werd het scenario nog regelmatig weer uit de kast gehaald en herschreven. Eerst kwamen Peter Jackson en Fran Walsh met het plan voor een film die zich af zou spelen tijdens een renaissance. In 1993 werden Don Murphy en Jane Hamshe ingehuurd als producers. Oliver Stone werd uitgekozen als mogelijke regisseur. Hij haalde Terry Hayes erbij om het scenario te herschrijven. Enkele scenario's die de revue passeerden waren een scenario over een voorspelling uit de bijbel over het einde der tijden, en een scenario over hoe een tijdreis per ongeluk een virus naar de prehistorie brengt en zo de mensheid dreigt uit te roeien. Fox-president Peter Chernin was volgens eigen zeggen erg tevreden met dit tweede scenario, maar ook dit plan kwam niet van de grond.
In 1994 werden Chris Columbus en Sam Hamm bij het project betrokken. Hamm kwam met het scenario van een buitenaardse aap-astronaut die neer zou storten in het hedendaagse New York, en een virus met zich mee zou dragen dat de mensheid bijna uitroeit en de apen de macht op de planeet overnemen. Fox zag echter niet veel in dit scenario, en Columbus verliet het project bovendien om te werken aan Jingle All the Way. Onder andere Roland Emmerich, Peter Jackson en de Hughes brothers kregen de regie voor de film aangeboden, maar sloegen dit allemaal af. In februari 2000 werd Tim Burton ingehuurd als regisseur. Onder zijn regie schreef William Broyles jr. weer een nieuw scenario. De verfilming hiervan zou echter 200 miljoen dollar gaan kosten, dus werden Lawrence Konner en Mark Rosenthal ingehuurd om het scenario nog wat bij te werken. Ze waren hier nog steeds mee bezig toen de eerste decors al gebouwd werden.
Het einde van het scenario dat uiteindelijk werd gebruikt lijkt veel meer op dat van het boek dan het einde van de originele film uit 1968. De film heeft een open einde.

### Productie
Burton wilde het liefst in oktober 2000 al met de opnames beginnen, maar dit werd uitgesteld naar november 2000. De film werd opgenomen in de Trona Pinnacles in Californië. Dit is een populair gebied om sciencefictionfilms op te nemen. Ook Star Trek V: The Final Frontier, The Gate II en Lost in Space zijn hier opgenomen.
Fox overwoog om de apen zo veel mogelijk met computeranimatie neer te zetten, maar Burton stond erop dat er echte acteurs in kostuums zouden worden gebruikt. Rick Baker werd ingehuurd om te helpen de grime en kostuums te ontwikkelen. De grime voor 1 acteur nam ongeveer 4,5 uur in beslag om aan te brengen, en nog eens 1,5 uur om weer te verwijderen.
Danny Elfman kreeg alsnog de rol van componist.

### Uitgave en ontvangst
Fox maakte gebruik van een internetcampagne om de film te promoten. De première vond plaats op 27 juli 2001.
Planet of the Apes bracht wereldwijd $362.211.740 op, en was daarmee destijds de op 9 na meest succesvolle film van Noord-Amerika.. Reacties van critici waren gemengd. Op Rotten Tomatoes gaf 45% van de recensenten de film een goede beoordeling. Metacritic gaf de film een score van 50 punten. Filmcriticus Roger Ebert prees het einde van de film, maar vond dat de film voor de rest een goede verhaalstructuur miste. Peter Travers gaf ook een gemengde recensie.
Vooral het open einde van de film kreeg veel kritiek te verduren, daar dit volgens critici te verwarrend was. Volgens het dvd-commentaar van Burton is het een cliffhanger. In een vervolg zou het einde worden uitgelegd, maar dat is er nooit van gekomen.

## Prijzen en nominaties
De 2001-versie van Planet of the Apes won in totaal 9 prijzen:
- Razzie Awards voor de slechtste herverfilming, slechtste mannelijke bijrol (Heston) en slechtste vrouwelijke bijrol (Estella Warren).
- De BMI Film Music Award
- De Bogey Award in Silver
- De California on Location Award voor Production Company of the Year - Features
- De Hollywood Makeup Artist and Hair Stylist Guild Award voor Best Special Makeup Effects
- De Special Achievement Award van de Las Vegas Film Critics Society Awards
- De PFCS Award voor beste grime

Daarnaast werd de film ook genomineerd voor onder meer BAFTA Awards voor beste grimage en beste kostuums, een Grammy Award voor de beste filmmuziek en Taurus World Stunt Awards voor beste gevecht, beste vuurstunt, beste vrouwelijke stunt en beste stuntcoördinatie.